# Japanische Buchstempel

Buchstempel auf der Rückseite eines Titelblatts rechts oben mittig. Stempel der Bibliothek der Universität Tokio (Kyūjitai: 東京大學圖書)

Japanische Buchstempel (jap. 蔵書印, Zōshoin, auch: „Bucheignerzeichen“) dienen dazu, den Eigentümer oder Besitzer von Büchern und Manuskripten zu kennzeichnen. Sie sind als solche in ihrer Funktion den Exlibris vergleichbar. Als Buchstempel wird sowohl der Stempelabdruck, als auch der dazugehörige Stempel bzw. das Siegel als Prägewerkzeug verstanden.
In den meisten Fällen wird entweder die erste oder letzte Seite eines Buches gestempelt. In Japan werden Bücher von Leihbüchereien (Kashihonya), von privaten Büchersammlern, Bibliotheken, den frühen Bücherspeichern der Daimyats- bzw. Han-Schulen und Tempeln mit einem Buchstempel versehen. Bücherstempel entstanden in China während der Song-Dynastie, ihr Gebrauch verbreitete sich in der Ming-Dynastie, während sich in Japan unterschiedliche Buchstempelformen entwickelten. Als Stempel werden auch die meisten Amtssiegel (官印, Kan’in) betrachtet. Weitere japanische Begriffe für Bücherstempel mit einer ähnlichen Bedeutung sind: Zōshoinki (蔵書印記, etwa „Buchstempelzeichen“), Zōin (蔵印, etwa: „Magazinstempel“), Shozōin (所蔵印, etwa: „Eigentümerstempel“), Shūzōin (収蔵印, etwa: „Lagerstempel“), Toshoin (図書印, etwa: „Karten- und Schriftenstempel“), Denryōin (伝領印, etwa: „Herkunfts-“ oder „Provenienzstempel“), Kanzōin (鑑蔵印, etwa: „Sammlerstempel“).
Den Buchstempeln vergleichbare Stempel wurden auch von Buchhändlern zur Kennzeichnung ihrer Ware oder von Buchentleihern zur missbräuchlichen Kennzeichnung entliehener Bücher verwendet.
Ein Stempelalbum, in dem die Stempelabdrücke unterschiedlicher Stempel gesammelt sind, nennt man Zōshoinpu (蔵書印譜). Solche Stempelalben enthalten neben der Veröffentlichung des Stempelabdrucks auch bibliographische Informationen der gestempelten Bücher und Kurzlebensläufe aller Stempelbenutzer.

## Geschichte

### Ursprung in China
Dem Stempeln von Papier und den Buchstempeln ging in China bis zur Han-Zeit das Siegeln mit Siegelton (封泥, fūdei) voraus. Dazu wurden Dokumente oder auch Gefäße verschnürt und an der Schnur wurde ein kleiner Klumpen Ton angebracht, in den das Siegel eingedrückt wurde. Auf diese Weise brachte der Absender einerseits seine soziale Stellung zum Ausdruck und andererseits stellte er auf einfach festzustellende Weise sicher, dass es nicht zu Verfälschungen während der Zustellung kam. Die Verwendung von Stempeln als Amtssiegel oder Behördenstempel (公印, Kōin) war nur bestimmten Beamten zur offiziellen Beglaubigung bzw. als Nachweis ihrer Autorität erlaubt.
Zu den erwiesenermaßen ältesten Siegeln, die als Stempel für die Aufbewahrung verwendet wurden, gehören der Stempel mit den Schriftzeichen „Jōgan“ 「貞観」 des Tang-Kaisers Taizong und der Stempel mit den Schriftzeichen „Kaigen“ 「開元」 von Kaiser Xuanzong Zu den ältesten Magazinstempeln (Zōin) dieser Zeit zählen die Stempel des Kaiserhauses auf Handschriften und Malereien.
Der tatsächliche Gebrauch von Bücherstempeln begann in China jedoch erst mit der Song-Dynastie. Erst in der Song-Dynastie als sich Papier und auch die Drucktechnik verbreiteten und es zu einer Zunahme der Publikationen kam, machte auch das Siegel- und Stempelwesen große Fortschritte. Damit einher ging auch die Entwicklung einer Kultur der Wertschätzung für Malerei und Kalligraphie, die zum Signieren von Handschriften und Malereien durch Siegeln auf der Papieroberfläche führte. Die ältesten Stempel, die für Bücher und Handschriften verwendet wurden, stellen der Stempel 「永存珍秘」 von sukzessive das Kanzleramt innehabenden Personen der Tang-Zeit, der Stempel 「收閲古書」 von Liang Xiu? und der Stempel „Bücher des Geheimen Kabinetts“? (「秘閣図書」) von Kaiser Wen dar.
Zu einer breiten Verwendung von Bücherstempeln kam es seit der Ming- und Qing-Dynastie, da der Privatgebrauch von Stempeln wie auch das allgemeine Interesse und die Wertschätzung des Stempels als Gegenstand zunahmen.

### Japanische Entwicklung

Stempel von Kaiserin Kōmyō aus dem 8. Jahrhundert auf der „Synopse diverser Briefe aus dem Hause Du zum Aus-dem-Stand-Vollenden“ (杜家立成雑書要略, toka rissei zassho yōryaku). Der Stempelabdruck zeigt die Schriftzeichen: Sekizen Tōke (積善藤家).

Buchstempel der Tōkyō Shojakukan, der vom Zeitpunkt ihrer Einrichtung im August 1872 bis zum April 1875 verwendet wurde. Der Stempelabdruck zeigt die Schriftzeichen: 「書籍館印」 (shojakukan’in), schlicht: „Stempel der Shojakukan“.

Buchstempel verbreiteten sich von China aus in den Ländern Südostasiens wie Japan, Korea und Ländern des ostasiatischen Kulturraums, in dem Schriftzeichen verwendet wurden. Wann genau Bücherstempel nach Japan kamen, lässt sich heute nicht mehr feststellen. Seit dem Mittelalter ging insbesondere die Verbreitung der Buchstempel in Japan einher mit der regen Einfuhr von Schriften der Song- und Yuan-Dynastie (宋元版, Sōgenban). Die ältesten japanischen Zeugnisse, Stempel zu gebrauchen, um den Besitz anzuzeigen, sind die Stempel „Sekizen Tōke“ (「積善藤家」) und „Naike Shiin“ (「内家私印」) gestempelt auf die „Synopse diverser Briefe aus dem Hause Du zum Aus-dem-Stand-Vollenden“ (杜家立成雑書要略, toka rissei zassho yōryaku, chin. Dujia licheng zashu yaolüe) von Kaiserin Kōmyō (701–760) aus dem 8. Jahrhundert, die sich im Shōsō-in (Schatzhaus) des Tōdai-ji befinden. Als ältestes Beispiel eines Stempels einer Büchersammlung gilt der Stempel „Tripitaka des Hōryū-ji“ (法隆寺一切経) im Kongō Jōdaranikyō (金剛場陀羅尼経), einem japanischen Sutra des esoterischen Buddhismus. Ein weiteres Beispiel für einen Stempel aus dem japanischen Altertum sind die Stempel „Reizei-in“ (「冷然院印」) und „Saga-in“ 「嵳峩院印」 am Ende der chinesischen Gedichtanthologie Bunkan Shirin (文館詞林, chin. Wenguan cilin, engl. Forest of officials' poems and prose) kompiliert von Xu Jingzong (592–672). Dabei handelt es sich um Stempel des „Zushoryō“ (「図書寮印」), der Hofbibliothek des Kaiserhauses, die im Ritsuryō-System zum Kunaishō (宮内省), einem Vorläufer des heutigen Kaiserlichen Hofamtes (Kunai-chō) gehörte. Innerhalb des Hofamtes, das die kaiserlichen Besitztümer verwaltet, hatte die Hofbibliothek als Unterabteilung die Aufgabe Schriften und Dokumente aufzubewahren und zu kopieren.
Auch von der Nara- bis etwa zur Heian-Zeit findet man die vorstehend erwähnten Verwendungsbeispiele der Buchstempel in Büchern, doch diente der Stempel nicht so sehr zum Anzeigen des Besitzes, vielmehr findet man häufig mit dem Pinsel hinzugefügte Anmerkungen. In dieser Zeit sind Buchstempel nur als Stempel in den Sutras der Tempel belegt.
Im Allgemeinen geht man davon aus, dass der tatsächliche Gebrauch von Bücherstempeln mit dem Aufkommen von Bibliotheken (Bunko) in der Kamakura-Zeit begann. Ein erster Bücherstempel dieser Art ist der Bibliotheksstempel der „Kanazawa Bunko“ (Kyūjitai: 金澤文庫). Aus dieser Zeit stammen etwa auch der Stempel „No no Kokugaku“ (「野之國學」) der Ashikaga-Schule und der Stempel „Kōzan-ji“ (「高山寺」) des gleichnamigen Tempels.
Mit der Verbreitung von Büchern im einfachen Volk und der Zunahme der Alphabetisierung in der Edo-Zeit verändert sich auch das Aussehen der Bücherstempel. Die Daimyats- bzw. Han-Schulen bringen imposante Stempelausführungen hervor und die Gelehrten der Kokugaku („Nationalen Schule“) verwenden erstmals als Privatpersonen und Bibliophile Bücherstempel mit eigenem Design und Stempeltext. Die Zunahme des Interesses an Bücherstempeln lässt sich am Beispiel des Neokonfuzianisten Hayashi Razan ersehen, der Dutzende von Bücherstempeln verwendete wie den Stempel „Kōun Iju“ (「江雲渭樹」) oder den Stempel „Dōshun“ (「道春」) mit dem Namen, den er im Kloster erhielt. Zugleich findet man viele Bücherstempel in den Romanen der Leihbüchereien (Kashihonya). In dieser Zeit entstanden auch die ersten Sammlungen von Bücherstempeln.

### Gegenwart
Ursprünglich wurden Bücherstempel für klassische chinesische und für japanische Bücher (和本, wahon), die nach alter traditioneller Weise gebunden wurden, benutzt, doch werden die zunehmenden westlichen Druckwerke in der Neuzeit (seit der Meiji-Zeit) gleichfalls gestempelt.
In modernen Bibliotheken werden heutzutage einfache Gummistempel, die als Bücherstempel verwendet wurden, ersetzt durch Schildchen, auf denen der Name der Bibliothek und ein Barcode vermerkt sind. In der Regel wird auch das Datum hinzugefügt, das die Funktion des Aufnahmestempels übernimmt. Doch wird die Kultur der Buchstempel in japanischen Bibliotheken wohl nicht vollständig abgeschafft werden, da es vielfach auch die Auffassung gibt, dass eine solche pragmatische Kennzeichnung kostbarer Schriftstücke, wie alter Werke der japanischen Literatur nicht angemessen ist und dass es dazu traditioneller Buchstempel bedarf.

## Aussehen
Stempelfarbe
am häufigsten wird Zinnoberrot (朱色, shuiro), gefolgt von schwarzer Tusche (墨色, sumiiro) als Stempelfarbe benutzt. Obgleich die Farbe Rot durch Alterung in geringerem Umfang verblasst und dadurch besser und praktischer ist als Schwarz, wird Tusche ebenfalls sehr häufig verwendet, da das Schwarz der Tusche gut zum Weiß des Papiers passt. Zudem wurde Tusche auch deshalb benutzt, weil Rot ursprünglich dem Adel und offiziellen Anlässen vorbehalten war und daher nicht von Privatpersonen verwendet werden sollte. Man geht davon aus, dass der Trend, schwarze Stempel zu benutzen, um Pracht und Luxus zu vermeiden, in der vom Zen beeinflussten Muromachi-Zeit zunahm. Seit der Momoyama-Zeit, in der die Techniken der Pigmentverfeinerung entwickelt wurden, tauchten dann auch blaue Buchstempel auf wie der Stempel „Büchersammlung der Kokumeikan“ (「克明館蔵書」) der Hamamatsu-Schule und indigoblaue Stempel wie der Stempel 家在縁山東書会待賈堂 von Iwamoto Kattoshi und der Stempel „Mioriya Bunko“ (「美織屋文庫」). Weitere Stempelfarben jener Zeit waren Schwarz, Grün und ein kräftiges Gelb. In modernen Bibliotheken der heutigen Zeit kommen der Prägedruck und die Hohlprägung zum Einsatz, um den Ursprungszustand der Bücher zu bewahren (siehe etwa auch: Supralibros).
Stempelabdruck (Typar)
Der Stempelabdruck oder das Bildzeichen (Typar) bestehen zumeist aus dem Namen des Eigentümers oder dem Künstlernamen bzw. dem Titel (号, gō) ergänzt um einen der folgenden Begriffe: „Zōsho“ (「蔵書」, etwa: Büchersammlung), „Kura“ (「蔵」, etwa Magazin), „Kasō“ (「架蔵」, etwa (Buch)Besitz von), „Tosho“ (「図書」, etwa Buch (von)), „no shirushi“ (「之印」, etwa Stempel von), „Bunko“ (「文庫」, etwa Bücherspeicher). Gerade Bibliotheken haben einen Buchstempel mit eindeutig festgelegtem Typar. Stempeln, denen zudem Ortsnamen wie der Wohnort, der Geburtsort etc. beigefügt ist, sind vielfach in China zu finden. Der Stempel privater Büchersammler ist meist als Signetstempel für den privaten Gebrauch (遊印, yūin) ausgeführt, wobei der Stempelabdruck als Gedichtzeile, ganzes Waka oder kleine Botschaft an die Nachwelt gestaltet sein kann.
Drucktypen
Als Grundlage der Schriftzeichen kann man diejenigen Kanji betrachten, die auf den alten chinesischen Drucktypen basieren, die in den „Acht Stilen der Qin“ (秦の八体) ihren Anfang nahmen und die als Siegelschrift für offizielle Siegel verwendet wurden. Doch werden auch neuere Formen wie die Regelschrift (Kaisho), die Kursivschrift (Gyōsho), die Grasschrift (Sōsho) oder eine fortlaufende Kana-Schrift (連綿体, renmentai) verwendet, seltener auch lateinische Buchstaben (Rōmaji). Gerade auch die Gelehrten der Nationalen Schule nutzten die Hiragana, Katakana, Man’yōgana und Jindai Moji als Schrifttypen.
Form und Größe der Stempel
Im Allgemeinen ist ein Stempelabdruck von einem Rahmen eingefasst. Die Form des Rahmens war bei alten Stempeln fast immer quadratisch, doch gab es auch runde Einfassungen. Seit der Heian-Zeit wurden auch hohe rechteckige Formen, die Tanzaku-Form, doppelte Rahmen usw. verwendet. Darüber hinaus findet man auch tonnen- oder fassförmige (俵型, tawara-gata), ovale und rhombische Formen sowie Stempel in der Form eines Kürbis oder Ding-Gefäßes (鼎型). Die Größe reicht von 15 cm großen bis hin zu 6 mm kleinen Stempeln. In Bibliotheken werden zumeist sehr große, nicht zu übersehende Stempel verwendet. Stempel mit einem Rahmen werden hierzulande in der Regel Kartusche genannt.
Stempelmaterialien
Als Materialien für Stempel werden: Kupfer, Eisen, Gold, Silber, Jade, Stein, Ton, Holz, Bambus u. a. verwendet. In der Nara- und Heian-Zeit wurde häufig Metall verwendet. Gegenwärtig werden in Bibliotheken oft Holzstempel, Suigyū-Stempel (水牛印), das sind elegante aus dem schwarzen Horn des Wasserbüffels gefertigte Stempel, oder preiswertere Gummistempel benutzt.
Platzierung des Stempelabdrucks
Als Stellen zum Stempeln von Büchern dienen der Bucheinband, das Vorsatzblatt, der Schmutztitel, die erste Seite oder das Ende des Buches. In chinesischen und japanischen Büchern werden Stempel in der Regel am Anfang eines Buches und hier auf die freie Fläche über oder unter dem Titel oder dem Rand der ersten Buchseite gestempelt. Für Bücher, die nach westlicher Art gebunden sind, verwendet man zum Stempeln entweder die Vorder- oder Rückseite des Titelblatts oder aber das Vorsatzblatt. Wird das Buch am Buchende gestempelt, dann wird der Stempel meist in die Mitte der letzten, weißen Seite platziert. Üblicherweise wird der Stempel direkt auf die Papieroberfläche der Buchseite gestempelt, außer bei Exlibris, die ins Buch eingeklebt werden.
Wenn Bücher häufig den Besitzer wechseln, werden die Bücherstempel über oder untereinander in einer Spalte angeordnet, wobei man entweder auf der Titelseite am unteren Seitenrand beginnt und die Stempel aufsteigend platziert und oberhalb des Titels fortsetzt oder die Stempel werden direkt unter dem Titel in absteigender Folge platziert. Es finden sich jedoch auch Beispiele, wo ein und derselbe Besitzer eine Vielzahl von versetzt zueinander angebrachten Stempel verwendet, wie der chinesische Kaiser Qianlong, der seine Lieblingsschriftrollen, wie das 『快雪時晴帖』 mehr als zehnmal gestempelt hat.
vergrößern und Informationen zum Bild anzeigenEine Vielzahl von Stempeln des Kaisers Qianlong auf einer Schriftrolle

## Beispiele für Buchstempel
|  | Buchstempel in Büchern, die von Ban Nobutomo (1773–1846) verliehen wurden. Rechts und links an den Seiten mit einem Waka: 「この文をかりて見む人からむには讀みはてゝ疾く返したまへや」, etwa: „Möge dieses Buch nach seiner Lektüre vom Borgenden alsbald zurückgegeben werden“ |  | Buchstempel mit dem Bücher gestempelt wurden, die Imai Jikan (1657–1723) dem Kamigamo-Schrein geweiht hat. Der kürbisförmige Stempelabdruck aus schwarzer Tusche zeigt: 「上鴨奉納」 „Kamigamo gewidmet“. |
|  | Rechteckiger Buchstempel von Hayashi Razan mit den Schriftzeichen: 「羅山」, Razan |  | Rechteckiger Buchstempel im Tanzaku-Format von Hayashi Razan mit den Schriftzeichen: 「江雲渭樹」, Kōun Iju (Stempel nach Ableben Hayashis)                                                               |

## Bedeutung und Verwendung
Kennzeichnen des Besitzers
Die Hauptfunktion von Buchstempeln ist den Verlust eines Buches zu verhindern, indem der Person, die ein gestempeltes Buch ausleiht oder entgegennimmt, der ursprüngliche Aufbewahrungsort oder Eigentümer angezeigt wird. Existieren in einem Buch Stempel, die zeigen, dass es sich einmal im Besitz einer berühmten Persönlichkeit befand, so erhöht das den Wert des gestempelten Buches als Sammlerobjekt.
Um die Herkunft eine Buches, einer Handschrift oder Malerei zu erklären, nutzt man in Bibliografien als Anhaltspunkt auch die Bücherstempel, die bei jedem Wechsel des Eigentümers hinzugefügt wurden. Die Identifikation tatsächlicher früherer Besitzer hat dennoch ihre Grenzen, denn natürlich gibt es auch Fälle, in denen ausgeliehene Bücher vom Entleiher gestempelt wurden, nachfolgende Generationen den gleichen Buchstempel wie die Eltern verwenden, Bücher, um sie zu verkaufen, gestempelt wurden, um durch die Verfälschung der Überlieferung den Anschein zu erwecken, es handele sich um ein wertvolles Buch oder Fälle, in denen Personen der Nachwelt Bücher der Archivierung und Einordnung wegen mit den Namensstempeln früherer Besitzer stempeln.
Hinweise für Ausleiher und spätere Besitzer
Neben Bücherstempeln, die als Signatur des Benutzers fungieren, findet man häufig auch Hinweise, die zur achtsamen Handhabung des verliehenen Buches oder zur Rückgabe mahnen oder angeben, wie mit dem Buch nach dem Ableben des Besitzers zu verfahren ist. Die bekanntesten Buchstempel dieser Art sind:
* Stempel von Ban Nobutomo mit dem Waka: 「この文をかりて見む人からむには讀みはてゝ疾く返したまへや」, etwa: „Möge dieses Buch nach seiner Lektüre vom Borgenden alsbald zurückgegeben werden“
* Stempel des Kaufmanns Aoyagi Bunzō 「勿折角勿巻脳勿以墨汚勿令鼠噛勿唾幅掲」 (sinngemäß: Nicht die Ecken knicken, nicht ... einwickeln, nicht mit Tinte bekleckern, nicht von Mäusen annagen lassen, nicht auf die Seiten spucken)
* Stempel des Pflanzenheilkundigen Abe Rekisai (1805–1870): 「またがしはいや　阿べ喜任」 (「又貸しは嫌」, sinngemäß: Weiterverleihen unerwünscht)
Künstlerischer Wert
Natürlich gibt es unter den Buchstempeln von Privatpersonen und allen voran denen von Buchliebern auch solche, deren Design und Stempeltext sorgfältig bedacht wurde, um über den rein praktischen Zweck, den Besitz anzuzeigen, hinaus auch die eigene Vorliebe für Bücher zum Ausdruck zu bringen. Geschmackvolle Buchstempel können daher einen künstlerischen Wert an sich besitzen, der der Schönheit eines Buches förderlich ist. Umgekehrt kann ein lieblos ersonnener Buchstempel einem Buch auch zum Nachteil gereichen. Daher sollte ein Stempeldesign im Einklang mit dem Buch und seiner Ausstattung gewählt werden und es sollte weder übermäßig häufig, noch mit zu großen Stempeln gestempelt werden.
Zweckentfremdung von Stempeln
Bücherstempel werden üblicherweise auch ausschließlich zum Stempeln von Büchern verwendet. Es kann jedoch vorkommen, dass Bücherstempel zweckentfremdet und als Unterschriftenstempel (Rakkan’in oder als unregistrierte Namensstempel) verwendet werden.
Verwendung in der Bibliothek
Bibliotheken verwenden Buchstempel mit dem Namen der Bibliothek, zum einen, um den Bibliotheksbenutzern die Unterscheidung zwischen privaten von entliehenen Büchern zu erleichtern, zum anderen um im Falle der Aufdeckung von Diebstählen die Zuordnung der Bücher zu erleichtern. Neue Bücher, die in den Bestand aufgenommen werden, werden registriert und sogleich gestempelt. Wird eine Buch aus dem Bestand entfernt, so wird auch der Buchstempel durch eine Markierungslinie etwa ungültig gemacht. Um Verwechselungen zwischen Stempeln von Privatpersonen und dem Buchstempel einer Bibliothek zu vermeiden, verwenden Bibliotheken häufig großformatige und auffällige Stempel.
Fälschungen
Da der Handelswert alter Besitztümer bekannter Familien, Urkunden und Bücher im Laufe der Zeit zunimmt, wurden Bücher auch mit gefälschten Buchstempeln versehen. So gibt es viele Gutachten, die Stempel der Kanazawa Bunko als Fälschungen ausweisen.

## Weitere Stempel- und Kennzeichnungsarten
Neben den allgemeinen gibt es zudem Stempel mit spezifischen Funktionen, deren Gemeinsamkeiten und Unterschiede zu allgemeinen Bücherstempeln nachfolgend beschrieben werden.
Kanzōin (鑑蔵印)
ist eine Form des Gütestempels für Kalligraphien und Malerei, die ursprünglich aus der chinesischen Tang-Zeit stammt und heute von Sammlern zur Identifizierung der Aufbewahrungsorte und Sammlungen verwendet wird. Im Unterschied zum Bücherstempel bezeichnet ein Kanzōin nur Stempel, die sich auf einzeln Werken der Malerei oder Kallipgraphie finden. Sie werden auch bei Gutachten und der Festsetzung des Wertes berücksichtigt.
Aufnahmestempel
Durch den Aufnahmestempel (auch: Registrierungsstempel 登録印) wird in Bibliotheken eine effektive Verwaltung der Bücher sichergestellt, indem Datum und Inventarnummer eingestempelt werden. Da auch der allgemeine Buchstempel (蔵書印) anzeigt, zu welchem Bibliotheksbestand ein Buch gehört und da sich hieraus eine Wiederholung der Information ergibt, kombinieren viele Bibliotheken der Einfachheit halber den Buchstempel mit der für Aufnahmestempel üblichen Datumsangabe.
Signatur und Unterschriftenstempel
Alle drei nachfolgend genannten Stempelarten werden vom Urheber (作者) oder Herausgeber verwendet, um Bücher oder Werke mittels Stempeln zu signieren. Der Buchstempel gibt im Unterschied dazu Aufschluss über den Besitzer.  Rakkan’in (落款印) bezeichnet die Signatur eines Künstlers, die auf ein fertig gestelltes Gemälde gestempelt wird. Sōhan’in (蔵版印) zeigt den Besitz des Druckstocks an. Kaiseiin (魁星印) bezeichnet Stempel mit einer Figur als Typar, meist ist auch der Petschaft als Figur ausgeführt.
Exlibris
Vom Stempelabdruck, der direkt auf die Buchseiten aufgestempelt wird, werden in Japan die Exlibris unterschieden, die in gleicher Funktion den Besitzer eines Buches anzeigen, doch aus einem Zettel bestehen und in ein Buch hineingeklebt werden. Exlibris werden in Japan als westliche, Buchstempel hingegen als ostasiatische Entwicklung betrachtet. Exlibris können auch wie ein Etikett in ein Buch eingeklebt werden.
Handschriftliche Besitzvermerke
sind zumeist im Kolophon, der Nachschrift, bei alten Druckwerken und Abschriften zu findende und mit dem Pinsel gemachte Vermerke über den Besitz und die Weitergabe eines Buches, die Rückschlüsse auf die Provenienz erlauben.

### Sammlungen von Bücherstempeln
Allgemeine Sammlungen
- Mimura Chikusei (Hrsg.): 藏書印譜 (Buchstempelsammlungen). Shūkokai, 1922 (ndl.go.jp).
- Asakura Haruhiko (Hrsg.): 蔵書名印譜 (Sammlung bekannter Buchstempel). Rinsen Shoten, Dezember 1977.
- Nakano Mitsutoshi (Hrsg.): 近代蔵書印譜 (Sammlung moderner Buchstempel) (= 日本書誌学大系. Band 41, Nr. 1–5). Seishōdō Shoten.

Spezielle Sammlungen
- Nakai Yoshiyuki (Hrsg.): 鴎外印譜 (Sammlung von Stempeln Mori Ōgais) (= 日本書誌学大系 58). Seishōdō Shoten, Juni 1988.
- Akiyama Takashi (Hrsg.): 水戸の藏書印 (Buchstempel von Mito) (= 日本書誌学大系 62). Seishōdō Shoten, April 1990.

Sammlungen von Stempeln verschiedener Institutionen
- Nationalarchiv Kabinettsbibliothek (Hrsg.): 内閣文庫藏書印譜 (Sammlung von Bücherstempeln der Kabinettsbibliothek). März 1981.
- Asakura Haruhiko: 国立国会図書館 蔵蔵書印譜 (Sammlung von Bücherstempeln der Nationalen Parlamentsbibliothek). Hrsg.: Nationale Parlamentsbibliothek. Rinsen Shoten, 1985, ISBN 4-653-00888-4.
- Zhengzhang Lin: 近世名家藏書印譜：無窮會圖書館神習文庫本に據る (Buchstempel berühmter Persönlichkeiten der Moderne) (= 日本書誌学大系. Nr. 24). Seishōdō Shoten, April 1982.
- Nationale Parlamentsbibliothek (Hrsg.): 人と蔵書と蔵書印 ―国立国会図書館所蔵本から (Menschen, Bücher und Bücherstempel - aus den Büchern der Nationalen Parlamentsbibliothek). Yūshōdō, 2002, ISBN 4-8419-0307-0 (ndl.go.jp).
- Inami Ryōichi (Hrsg.): 京大人文研藏書印譜(一) (Sammlung von Buchstempeln des Research Centre for the Cultural Sciences Kyoto) (= 東方学資料叢刊. Nr. 16). 京都大學人文科學研究所附屬漢字情報研究センター, Februar 2008 (nii.ac.jp).

### Ausstellungskataloge
- Kusanagi Kinshirō? (Hrsg.): 香川県蔵書印影展示目録解説：讃岐の文庫について (etwa: Kommentierter Katalog mit Buchstempeln der Präfektur Kagawa: die Sanuki Buchsammlung). Präfekturbibliothek Kagawa, 1958.
- National Institute of Japanese Literature (Hrsg.): 蔵書印展：国文学研究資料館特別展示図録. 1984, ISBN 4-87592-013-X.
- Ausstellungskomitee der Nationalen Parlamentsbibliothek (Hrsg.): 本のなかの小さな宇宙：蔵書票と蔵書印 (etwa: Das kleine Universum im Buch: Exlibris und Buchstempel). August 1994.